# Élections législatives thaïlandaises de 1975
En 1975, en Thaïlande, les élections législatives se tiennent le 26 janvier, afin d'élire les 269 sièges de la onzième législature de la Chambre des représentants. 
Elle voit l'arrivée, pour la première fois depuis l'élection de 1948, du Parti démocrate, mené par Seni Pramot, qui obtient une majorité relative des sièges, avec 72 sièges obtenus. De multiples nouveaux partis arrivent derrière, notamment la Justice sociale (en), mené par Thawit Klinpathum, arrivé en deuxième position avec 45 sièges, mais aussi la Nation thaïe, mené par Pramarn Adireksarn (en), en troisième position, ayant obtenu 28 sièges.
Soutenu par le Parti démocrate, le Parti agrairien-social (th), et le Front socialiste uni (en), Seni Pramot est nommé Premier ministre par le roi le 15 février. Il s'agit de son second gouvernement, pourtant minoritaire car elle ne compte que 105 sièges, ce qui n'est pas la majorité absolue à la Chambre.

## Résultats
| Parti                     | Parti                                       | Voix       | %     | Sièges | +/- |
| ------------------------- | ------------------------------------------- | ---------- | ----- | ------ | --- |
|                           | Parti démocrate                             |            | 17,23 | 72     | 15  |
|                           | Parti de la Justice sociale                 | 14,48      | 45    | Nv     |     |
|                           | Parti de la Nation thaïe                    | 12,05      | 28    | Nv     |     |
|                           | Parti social-agraire                        | 7,53       | 19    | Nv     |     |
|                           | Parti de l'Action sociale                   | 10,75      | 18    | Nv     |     |
|                           | Parti social-nationaliste                   | 7,05       | 16    | Nv     |     |
|                           | Parti socialiste de Thaïlande               | 4,45       | 15    | Nv     |     |
|                           | Parti de la Nouvelle force                  | 6,04       | 12    | Nv     |     |
|                           | Front socialiste uni                        | 3,65       | 10    | Nv     |     |
|                           | Parti du Peuple pacifique                   | 2,76       | 8     | Nv     |     |
|                           | Parti de la Justice du peuple               | 1,61       | 6     | Nv     |     |
|                           | Parti thaï                                  | 1,70       | 4     | Nv     |     |
|                           | Parti de la Restauration de la Nation thaïe | 2,00       | 3     | Nv     |     |
|                           | Parti de l'Indépendance                     | 0,77       | 2     | Nv     |     |
|                           | Parti du Pouvoir du peuple                  | 0,36       | 2     | Nv     |     |
|                           | Parti de la Terre thaïe                     | 0,57       | 2     | Nv     |     |
|                           | Parti de la Démocratie                      | 1,54       | 2     | Nv     |     |
|                           | Parti du Peuple libre                       | 0,46       | 1     | Nv     |     |
|                           | Parti du Développement du pays              | 0,16       | 1     | Nv     |     |
|                           | Parti économiste                            | 0,33       | 1     | 3      |     |
|                           | Parti des agriculteurs                      | 0,63       | 1     | Nv     |     |
|                           | Parti travailliste                          | 0,74       | 1     | Nv     |     |
| Autres partis             | Autres partis                               | –          | 0     | –      |     |
|                           |                                             |            |       |        |     |
| Votes valides             | Votes valides                               | 8 412 633  | 88,09 |        |     |
| Votes blancs et invalides | Votes blancs et invalides                   | 1 137 291  | 5,88  |        |     |
| Total                     | Total                                       | 8 412 633  | 100   | 269    | 50  |
| Inscrits / participation  | Inscrits / participation                    | 20 242 791 | 47,18 |        |     |